# Вулик Геллстрома
«Вулик Геллстрома» (англ. Hellstrom's Hive) — фантастичний роман американського письменника Френка Герберта. У творі показано общину людей, яка влаштувала своє життя за зразком суспільних комах, акцентується на протиріччі між персональним та колективним. 1978 року книга отримала премію «Аполло», яку присуджували за найкращий науково-фантастичний роман виданий впродовж року французькою мовою.

## Сюжет
Загадкове і могутнє Агентство зацікавилось звичайною, на перший погляд, фермою ентомолога Нільса Геллстрома, на якій він знімав документальні фільми про життя комах. Один за одним безслідно зникають агенти, направлені на розвідку. Після кількох провальних операцій виявляється моторошна правда — насправді ферма лише прикриття для величезного (приблизно 50000 осіб) людського мурашника, що знаходиться під землею. Жителі «ферми» своєю поведінкою та взаєминами нагадують суспільних комах: всі мають вузьку спеціалізацію, яка проявляється біологічно (науковці з гіпертрофованими головами, робочі, управлінці, жінки для розмноження), індивідуальне підпорядковане загальному, комунікації за допомогою запахів. Нільс Геллстром (який є лідером вулика) виходить на зв'язок з урядом США, демонструє в дії нову тектонічну зброю і, погрожуючи знищити Землю, домовляється про ненапад. У кінці книги, державні структури думають, як боротися з «Геллстромівським жахом», а він пророкує, що все людство і вся планета будуть асимільовані вуликом.

### 10 принципів Джигаду
Наведені 10 принципів Джигаду – священного надзусилля для звільнення людства – записані в тексті роману «Вулик Геллстрома». Для зручності їх можна сформулювати у вигляді Десяти заповідей Великого Вулика.
1. Розрізняй людей і людиноподібних тварин.
2. Розвивай людяність – відновлюй зв’язок зі своїм внутрішнім богом.
3. Формуй органічні громади з колективним розумом.
4. Твори державу громад – Великий Вулик.
5. Просувай у світ культуру людей і народної держави.
6. Застосовуй стратегію безконфліктного розгортання.
7. Хочеш миру – готуйся до війни.
8. Одомашнюй інтелісів і керуй ними.
9. Підтримуй розумних та красивих.
10. Твори самодостатню цивілізацію людей.